# Springfield (hrabstwo Windsor)
Springfield – jednostka osadnicza w Stanach Zjednoczonych, w stanie Vermont, w hrabstwie Windsor.